# Sassolite
La sassolite (simbolo IMA: Sso) è un minerale piuttosto raro della classe dei borati (precedentemente ossidi e idrossidi). La sua composizione è B(OH)3 o H3[BO3] e quindi da un punto di vista chimico è acido borico.

## Etimologia e storia
Il nome sassolite deriva dal luogo in cui è stata rinvenuta e dall'attuale località tipo di Sasso Pisano, in provincia di Pisa, nei pressi di Larderello (Toscana, Italia), che è stata rinvenuta nella cosiddetta Valle del Diavolo. Questa regione geotermicamente molto attiva è caratterizzata da numerose fumarole contenenti zolfo e boro. La prima descrizione del minerale risale al 1800 a opera di Dietrich Ludwig Gustav Karsten.
Sin dalla fondazione dell'Associazione Mineralogica Internazionale (IMA), la sassolite è stato il nome minerale riconosciuto a livello internazionale per l'acido borico presente in natura.

## Classificazione
Nell'ormai obsoleta, ma ancora in uso, 8ª edizione della sistematica minerale di Strunz, la sassolite apparteneva alla classe minerale IV di "ossidi e idrossidi" e lì alla sottoclasse di "idrossidi e idrati ossidici", dove formava il gruppo IV/F.01 senza nome insieme a behoite e clinobehoite.
La 9ª edizione della Sistematica minerale di Strunz, valida dal 2001 e utilizzata dall'Associazione Mineralogica Internazionale, classifica la sassolite nella classe "6. Borati" e lì nella sottoclasse "6.A Monoborati". Questa sottoclasse è ulteriormente suddivisa in base alla forma del complesso borato e all'eventuale presenza di anioni aggiuntivi, in modo che il minerale si trovi nella suddivisione "6.AA BO3, senza anioni aggiuntivi; 1(D)" in base alla sua composizione, dove è l'unico membro a formare il gruppo senza nome 6.AA.05.
La classificazione dei minerali secondo Dana, utilizzata principalmente nel mondo anglosassone, classifica la sassolite nella classe comune di "carbonati, nitrati e borati" e lì nella sottoclasse di "borati anidri con (A)2+XO4". Qui è l'unico membro del gruppo senza nome 24.03.01 all'interno della suddivisione "Borati anidri con (A)m(B)n[XO3]p".

## Abito cristallino
La sassolite cristallizza nel sistema triclino nel gruppo spaziale P1 (gruppo nº 2) con i parametri di reticolo a = 709 pm, b = 704 pm, c = 635 pm, α = 92,49°, β = 101,46° e γ = 119,76°, oltre a quattro unità di formula per cella unitaria.
La struttura cristallina ha un distinto carattere stratificato. Le singole molecole di acido borico trigonali-planari (secondo la teoria VSEPR) sono allineate perpendicolarmente all'asse {\displaystyle c} cristallografico ([001]) e formano strati paralleli al piano {001} (piano ab) tramite legami idrogeno. Ci sono solo interazioni intermolecolari molto deboli tra questi strati, il che spiega anche la perfetta scissione parallela al piano (001) e la durezza Mohs molto bassa pari a 1.

## Proprietà
La sassolite è facilmente solubile in acqua e ha un sapore da salato ad amaro. Sotto la luce ultravioletta a onde corte, alcune sassoliti mostrano fluorescenza blu.

### Morfologia
La sassolite di solito cristallizza sotto forma di piastrine simili a squame con simmetria pseudoesagonale. Questa sezione esagonale delle piastrine è causata da un lato dall'angolo γ, che è vicino a 120°, e dall'altro dalla forte tendenza dei cristalli a gemellare, per cui diversi individui appaiono macroscopicamente come un unico cristallo. I cristalli raggiungono una dimensione fino a 5 mm. Meno comuni sono i cristalli aghiformi che crescono simili a stalattiti, appesi alle superfici rocciose.
Solubile in acqua, la si può scaldare fino a ebollizione per formazione di acido borico. In provetta produce vapore acqueo; fonde facilmente, colora la fiamma in verde.

## Origine e giacitura
La sassolite si forma per cristallizzazione da vapore acqueo condensato contenente acido borico e si trova solitamente sulle fumarole in aree vulcanicamente attive. Con un contenuto di acido borico corrispondentemente elevato, in queste aree possono formarsi depositi locali di boro. I minerali di accompagnamento della sassolite sono spesso zolfo nativo, realgar e vari ossidi di ferro.
Oltre alla località tipo nei pressi di Larderello, la sassolite si trova anche sul Vesuvio e sulle Isole Eolie in Italia. Altri siti includono la regione intorno ad Aquisgrana/Renania Settentrionale-Vestfalia in Germania, il Ladakh in India, la regione intorno a Kagoshima in Giappone, la penisola di Kamčatka in Russia, così come la Death Valley in California, il Parco Nazionale di Yellowstone nel Wyoming e la Contea di Washoe in Nevada, tutti negli Stati Uniti.

## Forma in cui si presenta in natura
La sassolite sviluppa prevalentemente cristalli tabulari incolori e trasparenti con habitus da piastrinico a tabulare, pseudoesagonale. A causa della contaminazione con zolfo, può assumere anche un colore giallo e con gli ossidi di ferro un colore marrone. Tuttavia, il colore del suo striscio è sempre bianco.

## Utilizzi
La sassolite è usata nell'industria chimica, vetraria, alimentare e sanitaria; ha proprietà antisettiche ed è un buon conservante per gli alimenti ma, essendo nociva per ingestione, ne è stato regolato per legge l'uso a tale scopo